# Oberschelden

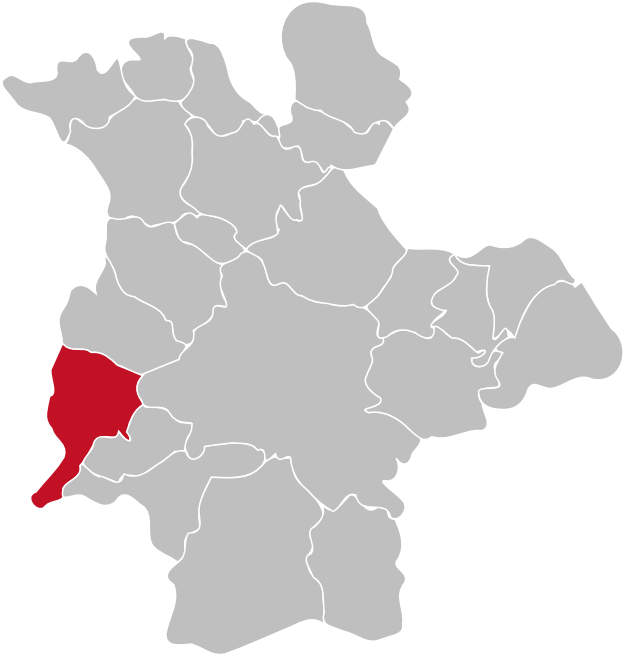
Os bairros da cidade de Siegen e a localização de Oberschelden (em vermelho)

Oberschelden é um bairro (Stadtteil) da cidade de Siegen, na Alemanha. O mais antigo documento a mencionar a localidade - então uma aldeia independente - data de 24 de fevereiro de 1342. Entre 1966 e 1974, Oberschelden pertenceu à antiga cidade de Eiserfeld, a qual, em 1° de janeiro de 1975, foi encorporada à cidade de Siegen.
Oberschelden é limitada, ao norte, pelo bairro de Seelbach; a leste, pelo centro de Siegen e pelo bairro de Gosenbach; ao sul, pelo bairro de Niederschelden e pelo distrito de Altenkirchen - este pertencente ao estado Renânia-Palatinado; a oeste, pela cidade de Freudenberg. Em 31 de dezembro de 2015, o número de moradores do bairro era de 1 187.